# فيليبا باويس
فيليبا باويس (بالإنجليزية: Philippa Powys)‏ (8 مايو 1886 - 11 يناير 1963)؛ كاتِبة، شاعرة وروائية بريطانية.